# Médaille Tchebychev en or
La médaille Tchebychev en or (en russe : Золотая медаль имени П. Л. Чебышёва) est une médaille décernée depuis 1996 par l'Académie des sciences de Russie pour des résultats exceptionnels accomplis dans le domaine des mathématiques. Elle prend la suite d'une médaille éponyme créée en 1944 par l'Académie des sciences de l'URSS et attribuée à partir de 1946 et jusqu'en 1993.
Depuis 2002, elle est attribuée tous les cinq ans. La médaille porte le nom du mathématicien russe Pafnouti Tchebychev.

## Lauréats depuis 1996
- 1996 : Gouri Marchuk
- 2002 : Viatcheslav Ivanovitch Lebedev (en)
- 2007 : Igor Volovich (de)
- 2012 : Alexei Parshin
- 2017 : Albert Chiriaev
- 2022 : Vladimir Platonov

## Lauréats antérieurs
- 1946 : Aleksandr Gennadievich Kurosh
- 1948 : Naum Akhiezer
- 1951 : Andreï Kolmogorov et Boris Vladimirovitch Gnedenko
- 1957 : Nikolaï Korobov
- 1963 : Sergueï Adian
- 1966 : Olga Ladyjenskaïa et Nina Uraltseva
- 1969 : Andreï Markov
- 1972 : Sergueï Nikolski
- 1975 : Dmitrii Menshov (en)
- 1978 : Валентин Петрович Михайлов (ru)
- 1981 : Anatoli Karatsouba
- 1984 : Boris Lukich Laptev (de)
- 1987 : Mikhail Zelikin (en)
- 1990 : Victor Kolyvagin
- 1993 : Sergey Stechkin (en)